# Estadio El Palmar
El estadio El Palmar es un recinto deportivo ubicado en la Carretera del Puerto, en Sanlúcar de Barrameda (Cádiz, España).

## Historia
Fue inaugurado en 1935. Es de propiedad municipal y en él tiene su sede el Atlético Sanluqueño Club de Fútbol.

## Estructura
Tiene una capacidad de 8000 espectadores. Fue reformado por última vez en la temporada 2011-2012, año en el cual se produce el ascenso a 2.ª División B del equipo local.

## Categorías
El estadio es sede del Atlético Sanluqueño Club de Fútbol, ha llegado a jugar varias temporadas en Primera Federación y Segunda División B de España.
Además, durante la temporada 2001-02 el Xerez CD jugó gran parte de sus partidos como local en el estadio debido a las obras en el Estadio Municipal de Chapín, llegando a estar segundo clasificado (lo que le daba, momentáneamente el ascenso a la Primera División de España) con Bernd Schuster como entrenador.